# عثمان الشمايلة
عثمان عبد الكريم عثمان الشمايلة (1957 - 22 يونيو 2012)، ممثل أردني. ولد في مدينة الكرك. بدأ حياته الفنية في الستينيات. وعمل لفترة طويلة في المسرح والتلفزيون. يعتبر من رواد الدراما الأردنية وله العديد من الأعمال المسرحية والتلفزيونية ويغلب على عمله الطابع الكوميدي. 

## أعماله

### المسلسلات
- مسلسل البريء.
- مسلسل محاكم بلا سجون (مسلسل بدوي)
- جواهر (رداد)
- مسلسل القضاء في البادية

- مسلسل العلم نور
- لا تجيبوا سيرة
- سامحونا بنحبكو
- سيرة شما
- اللغز البدوي
- دبابيس زعل وخضرا
- مهاجي الأجاويد
- نصف القمر
- راس غليص

### المسرح
- مسرحية وادي النساء.

## وفاته
توفي بعد صراع مع مرض تليف الكبد وصلي عليه في جامع كلیة الشریعة في جبل اللویبدة، ودفن في مقبرة سحاب.